# 西周威公
西周威公，姓姬，據唐代陸德明《莊子釋文》，本名竈，是中國戰國時期小國西周的第二任國君，西周桓公之子。楊寬《戰國史料編年輯証》考訂為前414年－前367年，在位48年。
周顯王二年（前367年）西周威公死后，子惠公继位，威公少子公子根与其争立，后在鞏邑（今河南省鞏義市西南）建立东周国，即东周惠公，自此西周、東周分裂。
| 前任： 父西周桓公 | 战国西周國君 前414年—前367年 | 繼任： 子西周惠公 |